# Frank Kelly Freas
Frank Kelly Freas (ur. 27 sierpnia 1922 w Hornell, Nowy Jork, zm. 2 stycznia 2005 w Los Angeles) – amerykański rysownik, ilustrator książek i magazynów science fiction i fantasy.
Pracował dla NASA jako projektant wyglądu amerykańskiej stacji kosmicznej Skylab, ilustrował wiele książek, współpracował z największymi amerykańskimi pismami literatury science fiction i fantasy (Astounding Science Fiction, Analog Science Fiction and Fact, Mad). Zaprojektował także m.in. okładkę albumu News of the World zespołu Queen. Był laureatem wielu nagród, w tym jedenastokrotnie nagrody Hugo.